# Belonocnema treatae
Belonocnema treatae är en stekelart som beskrevs av Mayr 1881. Belonocnema treatae ingår i släktet Belonocnema och familjen gallsteklar. Inga underarter finns listade.